# Ahmed Ismail El Shamy
Ahmed Ismail El Shamy, född 21 oktober 1975 i Kairo, Egypten, är en egyptisk boxare som tog OS-brons i lätt tungviktsboxning 2004 i Aten. Ett år tidigare tog han guld i sin viktklass vid All-Africa-spelen i Abuja, Nigeria.